# Billy Bond y La Pesada del Rock and Roll Volumen 2
Billy Bond y La Pesada del Rock and Roll Volumen 2 es el segundo álbum de estudio de la banda argentina Billy Bond y La Pesada del Rock and Roll, lanzado en 1972 por Music Hall.
El disco, al igual que los demás álbumes de Billy Bond y La Pesada, no ha sido reeditado en CD oficialmente.

## Grabación
En la tapa del disco se lee el epígrafe Rocks + blues + rocks + rocks = Billy Bond y La Pesada, contando con el propio Bond en voces y producción integral, Alejandro Medina en bajo, Pappo y Kubero Díaz en guitarras, Jorge Pinchevsky (Pin) en violín, y dos bateristas: Luis Gambolini y Javier Martínez, más algunos músicos invitados.
A lo largo del álbum, a modo de separador entre canciones, se incluyó una pieza instrumental con sabor jazzero y espíritu jocoso llamada "Vida y obra del Negro Julio", con Pinchevsky en violín y el propio Pappo en piano.
La canción que cierra el disco es una adaptación en tiempo blues rock de la canción patria argentina "Marcha de San Lorenzo", cuya difusión radial fue censurada por el gobierno de la época.

## Lista de canciones
Lado A
1. "La pálida ciudad"
2. "La maldita máquina"
3. "Blues para mis amigos"
4. "Que descanses en paz"

Lado B
1. "Para qué nos sirven"
2. "Voy a ver un amigo"
3. "La Marcha de San Lorenzo"

## Personal
- Billy Bond - voz, producción
- Pappo - guitarra, piano
- Kubero Díaz - guitarra
- Alejandro Medina - bajo
- Luis Gambolini - batería
- Javier Martínez - batería
- Jorge Pinchevsky - violín